# Cibrefürdő (Csíkszépvíz)
Csíkszépvíz északi felében, a Csiga-patak bal oldalán található Cibrefürdő.

## Története
A Csíkszépvízt Csíkszentmihálytól elválasztó Csiga-patak völgyében több forrás tör fel, ezeket ivókúrában és fürdőzésre egyaránt használták a környékbeliek. A jótékony hatású ásványos forrásokra három népi fürdőt is létesítettek a régmúltban.
A patak völgyében régen egy kis település létezett. Cibrefalva az 1694-es tatárbetöréskor teljesen megsemmisült, nevét egy dülő, egy borvízforrás és egy kis népi fürdő őrzi. Az „Alsó-borvizet”, melynek forrására a mai Cibrefürdő épült az 1800-az évek végén Vitos Mózes szerint „„...nagyobára csak ivásra használják. Fekete madarasi földkorsókban hordják szét a szomszédközségek lakói.”” A későbbiekben a Szépvízen élő gazdag örmény családok szabadtéri fürdőt létesítettek az itt feltörő, bő hozamú forrásokra.
Az elhanyagolt, tönkrement Cibrefürdőt a csíkszépvizi önkormányzat újította fel 2007-ben egy kaláka keretében. A medencét fával burkolták, köréje deszkanapozót létesítettek, öltözővel látták el. A medence körül található négy borvízforrást hagyományos faküpübe foglalták újra.
Cibrefürdőtől keletre, 2 km távolságban újabb borvízforrás található. A betonküpübe foglalt Felső-borvíz régen a szépvizi örmények tulajdonát képezte, melyet fürdővé alakítottak át és a fürdői idény alatt nagy gonddal és kihüléses betegségekben tapasztalt hatással használták. (Vitos, 1894) A Pap-fürdőként is ismert helyen ma csak a forrás létezik.
Létezett még egy fürdő a Csiga-patak völgyében. A Felső-borvíztől nem messze feltörő Bugyogós forrásnál létesült az Örmény fürdő. A hajdani 7 × 7 méteres, terméskővel és deszkával bélelt medence ma már nem létezik, valószínűleg egy földcsuszamlás során semmisült meg.

## Jellegzetessége
A fürdő medencéjének vize hidrogén-karbonátos.